# Chrislain Matsima
Chrislain Matsima (Nanterre, 15 mei 2002) is een Frans voetballer die bij voorkeur als centrale verdediger speelt. Hij speelt bij AS Monaco, waar hij doorstroomde uit de eigen jeugdopleiding.

## Clubcarrière
Matsima is een jeugdproduct van AS Monaco. Hij debuteerde op 27 september 2020 in de Ligue 1 tegen RC Strasbourg.